# Seznam francoskih filantropov
Seznam francoskih filantropov.

## A
- Benjamin Nicolas Marie Appert

## B
- Liliane Bettencourt

## C
- Claude Humbert Piarron de Chamousset

## E
- Charles-Michel de l'Épée

## P
- Frédéric Passy

## R
- Edmond James de Rothschild